# Wendlandia
Wendlandia é um género botânico pertencente à família Rubiaceae.